# Jugendkulturfestival Basel
Das Jugendkulturfestival Basel (JKF) ist ein dreitägiges Festival, das seit 2003 zweijährlich im Spätsommer in der Innenstadt von Basel stattfindet.
Das JKF geht auf das "Grenzenlos"-Festival von 1997 zurück, das jugendlichem Kulturschaffen in der Region erstmals eine spartenübergreifende Plattform zur Verfügung stellte. Im Jahr 2000 fand das Festival unter dem Namen JKF in Basel und Freiburg im Breisgau mit rund 40'000 Besuchern seine Fortsetzung. Seit 2003 findet das Festival regelmässig alle zwei Jahre statt. Es wird von Jugendlichen, die sich im Verein "Neues JKF" organisieren, durchgeführt. Die dritte Ausgabe zählte etwa 60'000 Besucher.
2005 traten erstmals auch klassische Formationen auf; ausserdem beteiligte sich das Theater Basel an der Durchführung, wodurch Tanz und Theater erstmals Teil des Programms waren. Zum vierten Festival kamen rund 70'000 Besucher. Im Anschluss entstand im Kanton eine Debatte um den Standort des Festivals, Schallemissionen und Abfallprobleme, die jedoch aufgrund der Unterstützung des JKF von Seiten der Bevölkerung, Verwaltung und Politik schnell verstummte. 2007 wurde für erneut 70'000 Besucher ein Programm mit verschiedenen Acts geboten. Das Festival wurde 2009 mit 50'000 Besuchern und 2011 mit 60'000 Besuchern durchgeführt.